# Rumi maki
Rumi maki é a reconstrução das formas de luta do povo Inca. Na tradição peruana, rumi maki significa "mãos de pedra".
Na versão moderna do rumi maki, são dez níveis básicos que ensinam ataques com os punhos, cotovelos, cabeçadas, golpes, mão aberta, os ataques de perna, de bloqueio, neutralização, ataques em diferentes alturas, e as armas (funda, lança, arco e flecha, bastões, machados, entre outros). Nos cinco níveis superiores, é ensinado a filosofia da cosmogonia andina, os festivais e os aspectos espirituais dos rituais e cerimônias dos Andes.
Antes da era inca no Peru, uma série de culturas andinas (entre elas a Tiahuanaco, Mochica-Chimu) desenvolveram suas próprias formas de combate, e cada uma delas contribuiu com o seu conhecimento técnico para construir o rumi maki. Religião, mito e ritual contribuíram para o sistema de crenças pré-inca no Peru, como as provas de resistência física e mental para provar o estatuto como um guerreiro da tribo (na entrada da idade adulta), mostrando a sua resistência para continuar sua formação nas artes de combate.
A natureza combativa do rumi maki, normalmente é vista em prática apenas durante as festividades dos países andinos (Argentina, Bolívia, Equador, Peru) e quase que exclusivamente como um elemento cultural.
No entanto, a sua prática fora de atividades culturais tem sido reavivada no Peru desde a década de 1960 através da pesquisa de Juan Ramon Rodriguez Flores de Lima. O método de treinamento que pode ser encontrado hoje, é derivado dessa pesquisa e a educação moderna é difundida pela Auka Wasi (lit. Casa do Guerreiro), uma organização sem fins lucrativos dedicada ao resgate das práticas marciais dos povos da Cordilheira dos Andes e da Amazônia.

## Bibliografía
- Juan Ramón Rodríguez Flores y Alex Bushman Vega (2007), Rumi Maki Fighting Arts - Martial Techniques of the Peruvian Inca, (Paperback, 152 páginas), Random House, Inc., ISBN 978-1-58394-180-5 (1-58394-180-0) (em inglês)